# هیمایی
هیمایی (به لاتین: Heimaey) یک جزیره در ایسلند است که در سودورلاند واقع شده‌است. هیمایی ۴٬۵۰۰ نفر جمعیت دارد و ۲۰۰ متر بالاتر از سطح دریا واقع شده‌است.